# Torneo de Bakú 2014
El Baku Cup 2014 es un torneo de tenis profesional jugado en canchas duras. Esta es la cuarta edición del torneo, que forma parte de la WTA Tour 2014. Se llevará a cabo en Bakú, Azerbaiyán entre el 21 y el 27 de julio de 2014.

## Cabeza de serie

### Individual femenino
| Tenista              | Ranking | Preclasificada |
| Sorana Cîrstea       | 29      | 1              |
| Elina Svitolina      | 35      | 2              |
| Magdaléna Rybáriková | 37      | 3              |
| Kurumi Nara          | 38      | 4              |
| Bojana Jovanovski    | 40      | 5              |
| Yvonne Meusburger    | 42      | 6              |
| Heather Watson       | 57      | 2              |
| Jana Čepelová        | 71      | 8              |

### Dobles femenino
| Tenista                               | Ranking | Preclasificada |
| Oksana Kalashnikova Olga Savchuk      | 130     | 1              |
| Janette Husárová Klaudia Jans-Ignacik | 145     | 2              |
| Raluca Olaru Shahar Pe'er             | 191     | 3              |
| Julia Glushko Sandra Klemenschits     | 222     | 4              |

## Campeones

### Individual Femenino
Elina Svitolina venció a  Bojana Jovanovski por 6-1, 7-6(2)

### Dobles Femenino
Alexandra Panova /  Heather Watson vencieron a  Raluca Olaru /  Shahar Pe'er por 6-2, 7-6(3)